# Michał Chwiej
Michał Chwiej (ur. 13 grudnia 1912 w Tarnowie, zm. 15 stycznia 1979) – polski technik mechanik, poseł na Sejm PRL III kadencji.

## Życiorys
Syn Marcina. Uzyskał wykształcenie średnie, z zawodu technik mechanik. W 1930 wstąpił do Polskiej Partii Socjalistycznej – Lewicy. W okresie międzywojennym zatrudniony przy budowie Zakładów Południowych w Stalowej Woli, następnie pracował w nich na stanowisku spawacza. Po wojnie wstąpił do Polskiej Zjednoczonej Partii Robotniczej. W latach 1947–1956 zatrudniony przy budowie elektrowni Jaworzno II, a następnie elektrociepłowni Czechnica. Objął stanowisko dyrektora Zespołu Elektrowni Wodnych Solina-Myczkowice.
W 1961 został wybrany posłem na Sejm PRL w okręgu Krosno. W trakcie kadencji zasiadał w Komisji Budownictwa i Gospodarki Komunalnej.
Odznaczony Orderem Sztandaru Pracy II klasy, Krzyżem Kawalerskim Orderu Odrodzenia Polski oraz Srebrnym i Złotym (1955) Krzyżem Zasługi. W 1977 wyróżniony wpisem do „Księgi zasłużonych dla województwa krośnieńskiego”.
Pochowany na cmentarzu w Krzyżu (7/1/186).